# Johanna Odonkor Svanikier
Johanna Odonkor Svanikier es una diplomática ghanesa.
- En 1990 fue llamada a la barra de Inglaterra y Gales en el templo interno.
- En 1991 se convirtió en procuradora y abogada en el Tribunal Supremo de Ghana.
- Trabajó como abogada, profesora de  universidad y consultora legal.
- Fue fundadora y primera directora del Centro de Estudios de Derechos Humanos de la Universidad de Ghana.
- Entre 2010 a 2014 fue Comisionada de la Comisión Nacional de Desarrollo de Ghan.
- Entre 2009 a 2014 fue miembro del Comité Asesor Managemet Petróleo de Ingresos del Ministerio de Finanzas, y miembro del Consejo Asesor de l Ministerio de banco de la fidelidad de Ghana.
- Es miembro de los cosecos de Fidelity Asia Bank, Malaysia and Pro-Credit Savings and Loans, Ghana..
- Desde el 31 de octubre de 2014 es embajadora en París con coacreditación en Lisboa y como representante Permanente ante la Unesco y la Organización Internacional de la Francofonía.

## Obra
- Political Elite Circulation: Implications for Leadership Diversity and Democratic Regime Stability in Ghana, , In Elites: New Comparative Perspectives, ed Masamichy Sasaki, Leiden Pril. Pp. 103-122[2]
- Womens' Rights and the Law in Ghana 1997